# HD 18991
HD 18991，又名BD+55 738，SAO 23793、HR 920，是一颗恒星，视星等为6.11，位于銀經140.92，銀緯-2.04，其B1900.0坐标为赤經2h 58m 12s，赤緯+55° -2.04′ 45″。